# Django Django
Django Django — британский музыкальный коллектив, образованный в 2009 году. 
В состав входят вокалист и гитарист Винни Нефф, барабанщик Дэйв Маклин (брат Джона Маклина, участника The Beta Band и The Aliens), бас-гитарист Джимми Диксон и клавишник Томми Грейс. Их дебютный альбом вышел в 2012 году.

## История
Маклин, Нефф и Грейс учились вместе в Эдинбургском колледже искусств, а с Диксоном познакомились через друзей из Школы искусств Глазго. Приблизительно в 2006 году они по различным причинам переехали в Лондон. Маклин и Нефф записали несколько треков в квартире первого, и к концу 2008 года к ним присоединились Грейс и Диксон. Их дебютный сингл «Storm» вышел в июле 2009 года на лейбле Shadazz. Весной следующего года последовал «Wor», описанный на Allmusic как «если бы The Ventures импровизировали с Hot Chip».
30 января 2012 года Django Django выпустили одноимённый студийный альбом. Он содержал ранее выпущенные синглы "Waveforms" и "Default". Пластинка получила положительные отзывы критиков и дебютировала на 33-м месте в британском чарте. В сентябре того же года она была номинирована на премию Mercury Prize. Песня "Hail Bop" была использована в  FIFA 13 , а "Waveforms" в Grand Theft Auto V. Альбом получил значительное признание критиков и был показан в конце года в списках Rolling Stone и NME. Django Django не ожидали такого успеха, солист группы Дейв Маклин прокомментировал это: «Я думал, что это будет андеграундный альбом, который будет продан в количестве несколько сотен экземпляров».

## Дискография

### Студийные альбомы
| Django Django     | - Выпущен: 30 January 2012 - Лейбл: Because Music, Ribbon Music - Форматы: CD, LP, digital download | 33 | 60 | 26 | 68 | 63 | 43  | 26 | —  | 13 | - UK: Серебро - FRA: Платина |  |  |  |  |  |  |  |
| Born Under Saturn | - Выпущен: 4 May 2015 - Лейбл: Because Music, Ribbon Music - Форматы: CD, LP, digital download      | 15 | 56 | 55 | 34 | 31 | 60  | 11 | 57 | 9  |                              |  |  |  |  |  |  |  |
| Marble Skies      | - Выпущен: 26 January 2018 - Лейбл: Because Music, Ribbon Music - Форматы: CD, LP, digital download | 20 | —  | 95 | 66 | —  | 120 | 12 | —  | 19 |                              |  |  |  |  |  |  |  |
|                   | |    |    |    |    |    |     |    |    |    |                              |  |  |  |  |  |  |  |

### Альбомы ремиксов
| Название                        | Информация об альбоме                                                                 |
| ------------------------------- | ------------------------------------------------------------------------------------- |
| Hi Djinx! Django Django Remixed | - Выпущен: 17 декабря 2012 - Лейбл: Because Music - Форматы: CD, LP, digital download |

### Синглы
| Год  | Сингл               | Высшие позиции в чартах | Высшие позиции в чартах | Высшие позиции в чартах | Высшие позиции в чартах | Высшие позиции в чартах | Альбом            |
| Год  | Сингл               | AUS                     | BEL                     | FRA                     | JPN                     | NED                     | Альбом            |
| ---- | ------------------- | ----------------------- | ----------------------- | ----------------------- | ----------------------- | ----------------------- | ----------------- |
| 2009 | "Storm/Love's Dart" | —                       | 105                     | —                       | —                       | —                       | Django Django     |
| 2010 | "WOR"               | —                       | —                       | —                       | —                       | —                       | Django Django     |
| 2011 | "Waveforms"         | —                       | —                       | —                       | —                       | —                       | Django Django     |
| 2012 | "Default"           | 100                     | 22                      | —                       | 97                      | 71                      | Django Django     |
| 2012 | "Hail Bop"          | —                       | 134                     | —                       | —                       | —                       | Django Django     |
| 2012 | "Storm"             | —                       | —                       | —                       | —                       | —                       | Django Django     |
| 2015 | "First Light"       | —                       | 102                     | 172                     | —                       | —                       | Born Under Saturn |
| 2015 | "Reflections"       | —                       | 135                     | —                       | —                       | —                       | Born Under Saturn |
| 2015 | "Beginning to Fade" | —                       | —                       | —                       | —                       | —                       | Born Under Saturn |
| 2015 | "Shake and Tremble" | —                       | —                       | —                       | —                       | —                       | Born Under Saturn |
| 2017 | "Tic Tac Toe"       | —                       | —                       | —                       | —                       | —                       | Marble Skies      |
| 2017 | "In Your Beat"      | —                       | —                       | —                       | —                       | —                       | Marble Skies      |

## Видеоклипы
- «Waveforms» (реж. Ким Колман, 2011)
- «Default» (реж. Дэниел Бреретон, 2012)
- «Storm» (реж. Focus Creeps, 2012)